# Endless Forms Most Beautiful
Endless Forms Most Beautiful (с англ. — «Бесконечное число самых прекрасных форм») — восьмой студийный альбом финской симфоник-метал-группы Nightwish. Релиз состоялся на лейбле Nuclear Blast 27 марта 2015 года в Европе, 30 марта в Великобритании и 31 — в США. Альбом стал первой совместной студийной работой группы с Флор Янсен и Троем Донокли в качестве постоянных участников коллектива. Партии барабанов на диске записал замещавший Юкку Невалайнена Кай Хахто, который остался в группе в качестве сессионного барабанщика, а впоследствии вошёл и в постоянный состав группы. К записи Endless Forms Most Beautiful был привлечён профессор биологии и популяризатор науки Ричард Докинз. В 2023 году журнал Metal Hammer включил Endless Forms Most Beautiful в свой топ-5 самых важных альбомов симфоник-метала.

## Смена состава
После выхода альбома Imaginaerum в конце 2011 года группа отправилась в тур в его поддержку с Анетт Ользон в качестве вокалистки и с неофициальным участником группы Троем Донокли. 28 сентября, перед выступлением в Денвере, Ользон заболела, её заменили Элиз Рюд и Алиса Уайт-Глаз (вокалистки Amaranthe и The Agonist соответственно). На следующий день в Солт-Лейк-Сити Анетт Ользон выступила с Nightwish в последний раз. В своём блоге она выразила недовольство тем, что на замену выбрали Элиз и Алису, при этом не посоветовавшись с ней. Днём спустя она была уволена из группы. В новости об отставке Ользон Nightwish представили Флор Янсен как её замену до завершения турне.
В октябре 2013 года, после тура Imaginaerum, группа объявила Янсен и Донокли постоянными участниками. Новый альбом был представлен в мае 2014, когда Холопайнен опубликовал на своём сайте, что, вероятно, альбом будет готов к концу января 2015, а его демо — уже летом 2014.

## Тематика песен
Альбом состоит из одиннадцати композиций и в целом связан с трудами Чарлза Дарвина и его теорией эволюции. 13 февраля 2015 года был выпущен первый сингл «Élan». Эта песня была сочинена под влиянием творчества поэта Уолта Уитмена. Композиция «My Walden» посвящена книге «Уолден, или Жизнь в лесу», написанной Генри Торо, одним из первых приверженцев теории Чарльза Дарвина в США. Название «Edema Ruh» («Эдема руэ») принадлежит народу талантливых бродячих артистов из цикла фэнтези «Хроника убийцы короля». Словосочетание «Endless Forms Most Beautiful», послужившее названием пластинки и одноимённого сингла, взято из книги Дарвина «Происхождение видов»:
|                                     | There is grandeur in this view of life, with its several powers, having been originally breathed into a few forms or into one; and that, whilst this planet has gone cycling on according to the fixed law of gravity, from so simple a beginning endless forms most beautiful and most wonderful have been, and are being, evolved. |  | Есть величие в этом воззрении, по которому жизнь с её различными проявлениями Творец первоначально вдохнул в одну или ограниченное число форм; и между тем как наша планета продолжает вращаться согласно неизменным законам тяготения, из такого простого начала развилось и продолжает развиваться бесконечное число самых прекрасных и самых изумительных форм. |  |
| «Происхождение видов», Чарлз Дарвин | |  | |  |

## Список композиций
Автор музыки и текстов всех композиций — Туомас Холопайнен. Марко Хиетала — соавтор песен «Weak Fantasy», «Yours Is an Empty Hope» (текст), «My Walden» и «The Greatest Show on Earth» (фрагмент «The Toolmaker»).
| №                   | Название                       | Длительность |
| ------------------- | ------------------------------ | ------------ |
| 1.                  | «Shudder Before the Beautiful» | 6:29         |
| 2.                  | «Weak Fantasy»                 | 5:23         |
| 3.                  | «Élan»                         | 4:45         |
| 4.                  | «Yours Is an Empty Hope»       | 5:34         |
| 5.                  | «Our Decades in the Sun»       | 6:37         |
| 6.                  | «My Walden»                    | 4:38         |
| 7.                  | «Endless Forms Most Beautiful» | 5:07         |
| 8.                  | «Edema Ruh»                    | 5:15         |
| 9.                  | «Alpenglow»                    | 4:45         |
| 10.                 | «The Eyes of Sharbat Gula»     | 6:03         |
| 11.                 | «The Greatest Show on Earth»   | 24:00        |
| Общая длительность: | Общая длительность:            | 78:36        |

| №                   | Название                       | Длительность |
| ------------------- | ------------------------------ | ------------ |
| 1.                  | «Shudder Before the Beautiful» | 6:20         |
| 2.                  | «Weak Fantasy»                 | 5:22         |
| 3.                  | «Élan»                         | 4:45         |
| 4.                  | «Yours Is an Empty Hope»       | 5:35         |
| 5.                  | «Our Decades in the Sun»       | 6:37         |
| 6.                  | «My Walden»                    | 4:38         |
| 7.                  | «Endless Forms Most Beautiful» | 5:07         |
| 8.                  | «Edema Ruh»                    | 5:14         |
| 9.                  | «Alpenglow»                    | 4:45         |
| 10.                 | «The Eyes of Sharbat Gula»     | 6:03         |
| 11.                 | «The Greatest Show on Earth»   | 24:01        |
| Общая длительность: | Общая длительность:            | 78:27        |

| №  | Название                       | Длительность |
| -- | ------------------------------ | ------------ |
| 1. | «Shudder Before the Beautiful» |              |
| 2. | «Weak Fantasy»                 |              |
| 3. | «Élan»                         |              |
| 4. | «Yours Is an Empty Hope»       |              |
| 5. | «Our Decades in the Sun»       |              |
| 6. | «Endless Forms Most Beautiful» |              |
| 7. | «Alpenglow»                    |              |
| 8. | «The Eyes of Sharbat Gula»     |              |
| 9. | «The Greatest Show on Earth»   |              |

## Позиции в чартах
| Страна                           | Высшая позиция | И.     |
| -------------------------------- | -------------- | ------ |
| Австралия                        | 16             | [ 15 ] |
| Австрия                          | 4              | [ 15 ] |
| Бельгия (Валлония)               | 15             | [ 15 ] |
| Бельгия (Фландрия)               | 14             | [ 15 ] |
| Великобритания (UK Albums Chart) | 12             | [ 16 ] |
| Великобритания (UK Rock Chart)   | 1              | [ 17 ] |
| Германия                         | 2              | [ 15 ] |
| Греция                           | 4              | [ 18 ] |
| Дания                            | 21             | [ 15 ] |
| Ирландия                         | 21             | [ 19 ] |
| Испания                          | 13             | [ 15 ] |
| Италия                           | 18             | [ 19 ] |
| Канада                           | 13             | [ 20 ] |
| Нидерланды                       | 3              | [ 15 ] |
| Новая Зеландия                   | 32             | [ 15 ] |
| Норвегия                         | 3              | [ 19 ] |
| Польша                           | 10             | [ 21 ] |
| Португалия                       | 21             | [ 15 ] |
| США                              | 34             | [ 19 ] |
| Финляндия                        | 1              | [ 22 ] |
| Франция                          | 12             | [ 15 ] |
| Чехия                            | 1              | [ 23 ] |
| Швейцария                        | 2              | [ 15 ] |
| Швеция                           | 4              | [ 15 ] |
| Япония                           | 31             | [ 24 ] |

## Участники записи
Nightwish
- Флор Янсен — вокал
- Марко Хиетала — бас, вокал
- Эмппу Вуоринен — гитара
- Кай Хахто — ударные
- Трой Донокли — ирландская волынка, вокал
- Туомас Холопайнен — клавишные

## Издания
Endless Forms Most Beautiful представлен в следующий вариантах:
1. Стандартный CD
2. Диджипак с инструментальным диском
3. Двойной LP различных цветов
4. Earbook с инструментальным и оркестровым дисками
5. Делюкс Earbook с бонусной виниловой пластинкой
6. Цифровой вариант